# Alix Koromzay
Alexandra Elizabeth „Alix“ Koromzay (* 22. April 1969 in Washington, D.C.) ist eine US-amerikanische Schauspielerin.

## Leben
Alix Koromzay begann ihre Schauspielkarriere im Jahre 1990 und erlangte vor allem Bekanntheit durch ihre Darbietung in Das Geisterschloss sowie durch die Rolle der Remi Panos im Horrorfilm Mimic und in dessen Fortsetzung Mimic 2. Gelegentlich betätigte sie sich auch als Darstellerin in Fernsehserien. Seit 2006 ist sie als Schauspielerin nicht mehr in Erscheinung getreten.
Alix Koromzay ist die Enkeltochter von Denes Koromzay, einem Gründungsmitglied des Hungarian String Quartets. Im April 2001 brachte sie ihre Tochter zur Welt.

## Filmografie (Auswahl)
- 1990: Kindergarten Cop
- 1997: Freeze – Alptraum Nachtwache (Nightwatch)
- 1997: Mimic – Angriff der Killerinsekten (Mimic)
- 1999: Das Geisterschloss (The Haunting)
- 2000: Die Macht des Geldes (Net Worth)
- 2001: Mimic 2
- 2002: Blood Work